# 라이어스 문
《라이어스 문》(Liar's Moon)은 미국에서 제작된 데이빗 피셔 감독의 1982년 드라마 영화이다. 맷 딜런 등이 주연으로 출연하였고 돈 베른스 등이 제작에 참여하였다.

## 출연

### 주연
- 맷 딜런
- 신디 피셔

### 조연
- 호이트 악스톤
- 마가렛 블리
- 브로데릭 크로포드
- 크리스토퍼 코넬리
- 몰리 맥카시

## 기타
- 미술: 조지 코스텔로
- 배역: 바바라 클라먼